# Яблонский, Вильгельм Марьянович
Вильге́льм Марья́нович Ябло́нский (укр. Вільгельм Мар'янович Яблонський; 20 апреля 1889, Чечельник — 14 апреля 1977, Киев) — украинский советский трубач и музыкальный педагог, солист Киевский театр оперы и балета, артист Симфонический оркестр Украинского радио, профессор и заведующий кафедрой духовых инструментов Киевской консерватории, заслуженный деятель искусств Украинской ССР (1969). Член КПСС с 1940 года.

## Биография
В 1912 году окончил Киевское музыкальное училище по классу трубы у А. Н. Подгорбунского. Исполнительную деятельность начал в 1906 году, в 1913—18 артист симфонического оркестра С. А. Кусевицкого (Москва), в 1919—26 — в различных симфонических и оперных оркестрах, в 1927—1932 солист оркестра Украинского радио (Киев), 1933—54 — Украинского театра оперы и балета. Во второй половине 1920-х годов входил в «организационную пятёрку» Киевсимфанса — симфонического оркестра без дирижёра, созданного по образцу московского Персимфанса. С 1927 года преподавал в музыкально-драматическом институте им. Н. В. Лысенко, в 1933—75 в Киевской консерватории (с 1935 профессор), с 1944 по 1970 в ней же возглавлял кафедру духовых инструментов. Яблонский обучал не только игре на трубе, но и на валторне, тромбоне, гобое.

## Награды
- орден Трудового Красного Знамени (24.11.1960)